# Buddleja lindleyana
Buddleja lindleyana là một loài thực vật có hoa trong họ Huyền sâm. Loài này được Fortune mô tả khoa học đầu tiên năm 1844.